# Jüdischer Friedhof (Mellrichstadt)

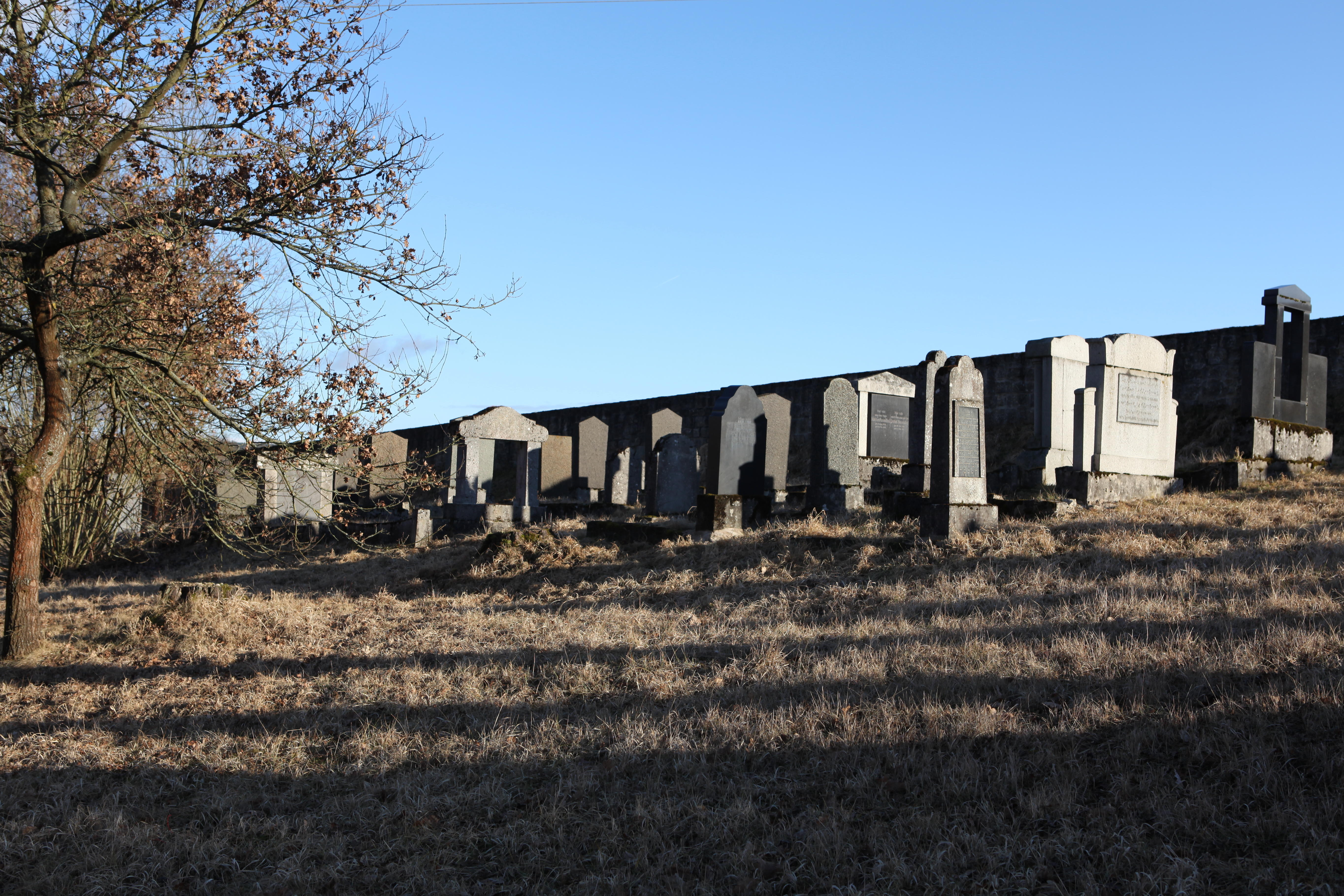
Jüdischer Friedhof in Mellrichstadt

Der Jüdische Friedhof (Mellrichstadt) ist ein jüdischer Friedhof in Mellrichstadt im unterfränkischen Landkreis Rhön-Grabfeld.

## Geschichte
Der Friedhof wurde am 13. November 1869 eingeweiht. Vorher wurden die Verstorbenen der jüdischen Gemeinde auf dem jüdischen Friedhof in Kleinbardorf beigesetzt. In den Jahren 1922/1923 wurde der Friedhof erweitert.
Bei einer Schändung des Friedhofs in der Zeit des Nationalsozialismus wurden viele Inschriften herausgeschlagen. Beim Wiederaufbau wurden die Grabsteine (Mazewot) so wiederhergestellt, dass sie nicht nach Jerusalem zeigen, wie es die jüdischen Bestattungsriten vorsehen, sondern fälschlicherweise nach Westen.

## Lage und Charakterisierung
Der Friedhof befindet sich neben der ehemaligen Mellrichstädter Kaserne am Ende des Wiesentalgrabens. Er ist 35,90 Ar groß und es sind noch etwa 140 Grabsteine vorhanden.